# Klas Richard Sievers
Klas Richard Sievers (* 21. Juni 1852 in Helsinki; † 9. November 1931 ebenda) war ein finnischer Arzt und Archiater. 
Er entstammte einer Stockholmer Familie mit deutschen Wurzeln. 
Als Generaldirektor des Medizinalwerkes trug er wesentlich dazu bei, dass Finnland vor den in Russland 1908–1910 grassierenden Cholera-Epidemien verschont wurde. Unter seiner Leitung wurde eine Anzahl neuer Krankenhäuser errichtet. Sievers war Pionier der finnischen Tuberkulosebekämpfung. 
Er war der Großvater des Verfassers Olof Lagercrantz und Urgroßvater der Schauspielerin Marika Lagercrantz.